# The Ring: Terror's Realm
The Ring: Terror's Realm (conosciuto semplicemente come Ring (リング?, Ringu) in Giappone) è un videogioco sviluppato dalla Asmik Ace Entertainment e pubblicato dalla Infogrames nel 2000. Si tratta di un survival horror, basato sulla serie di romanzi Ring dell'autore Kōji Suzuki, che hanno anche ispirato il film giapponese Ring (1998) ed il suo remake americano, The Ring (2002). Nel gioco, la maledizione di Sadako Yamamura, anziché trasmettersi tramite una videocassetta, si espande tramite un software in grado di trasportare le vittime in una realtà virtuale.